# 別列津諾

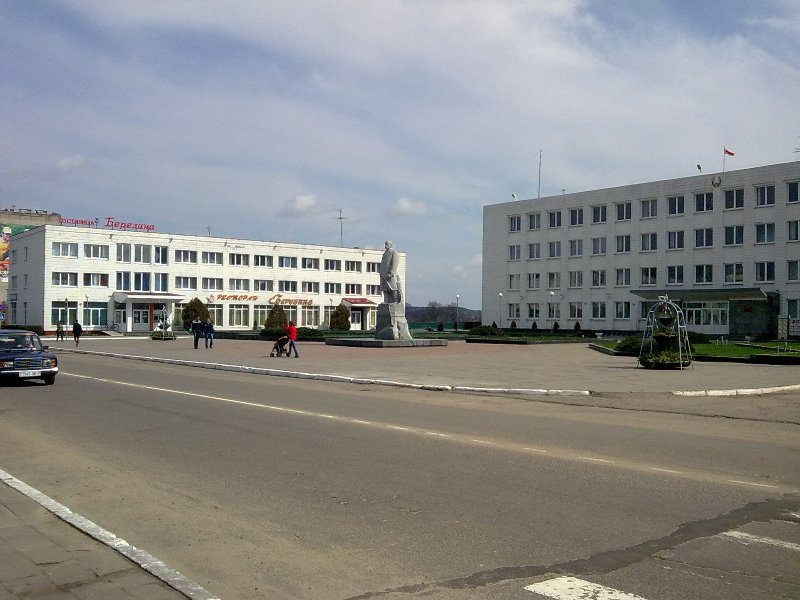
別列津諾 (2012)

別列津諾（羅馬化：Bierazino，羅馬化：Berezino）是白俄罗斯中部明斯克州別列津諾區内的城市及该区的行政中心，位於首都明斯克以東94公里的別列津納河畔，海拔高度147米，經濟產業包括木材業和紡織業，2011年人口11,997。